# Cacia transversefasciata
Cacia transversefasciata är en skalbaggsart som beskrevs av Stefan von Breuning 1947. Cacia transversefasciata ingår i släktet Cacia och familjen långhorningar.
Artens utbredningsområde är Filippinerna. Inga underarter finns listade.